# Palimna alorensis
Palimna alorensis är en skalbaggsart som beskrevs av Stefan von Breuning 1956. Palimna alorensis ingår i släktet Palimna och familjen långhorningar. Inga underarter finns listade i Catalogue of Life.